# Paralaudakia badakhshana
Espèce
Synonymes
- Agama badakhshana Anderson & Leviton, 1969
- Laudakia badakhshana (Anderson & Leviton, 1969)

Paralaudakia badakhshana est une espèce de sauriens de la famille des Agamidae.

## Répartition
Cette espèce se rencontre dans le nord de l'Inde, dans le nord du Pakistan, en Afghanistan, au Tadjikistan, au Turkménistan, au Kirghizistan et au Xinjiang en République populaire de Chine.

## Publication originale
- Anderson & Leviton, 1969 : Amphibians and reptiles collected by the Street expedition to Afghanistan, 1965.  Proceedings of the California Academy of Sciences, sér. 4, vol. 37, p. 25-56 (texte intégral).